# Hilfskrankenhaus Wedel

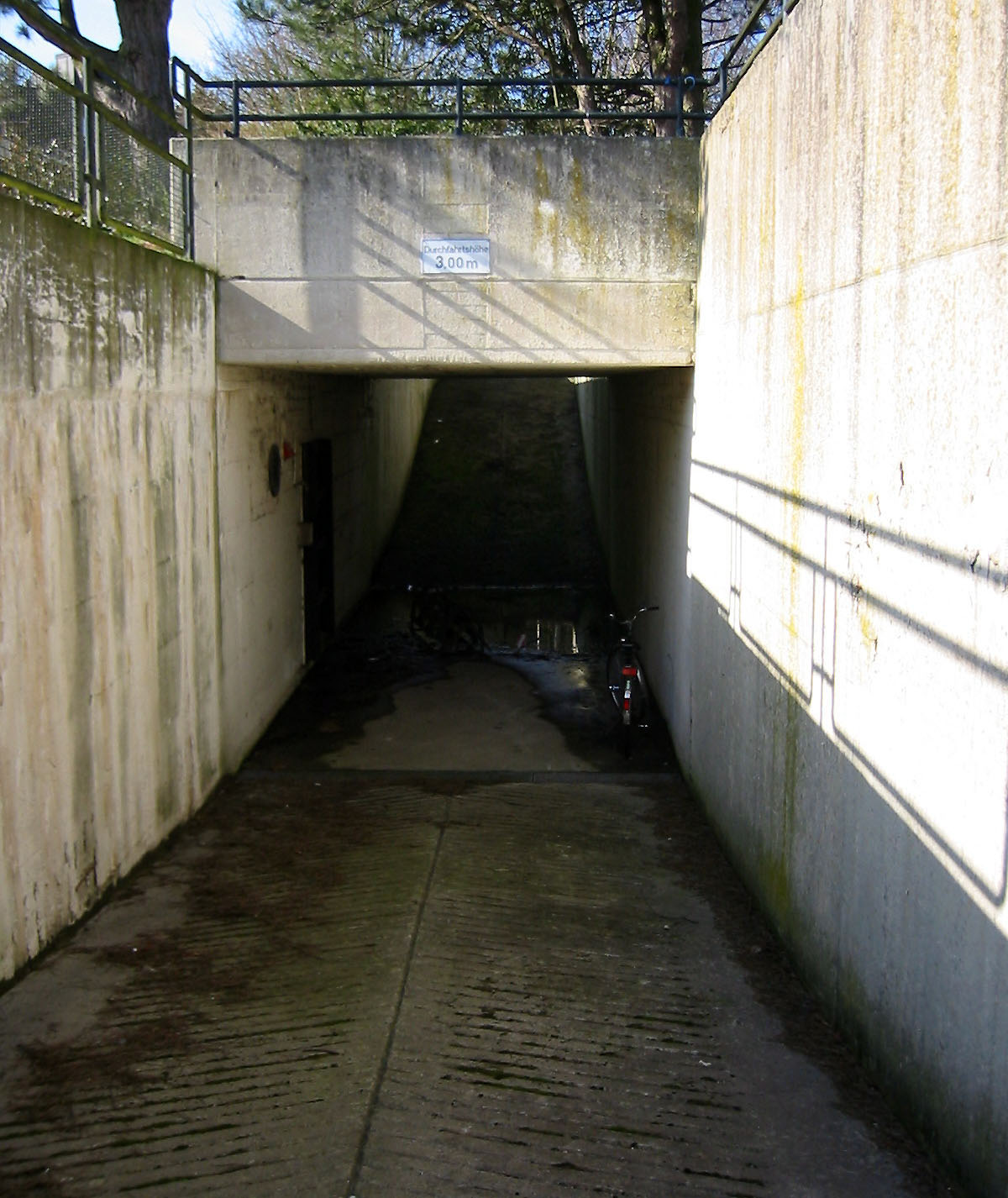
Rampe am Vordereingang der Schule

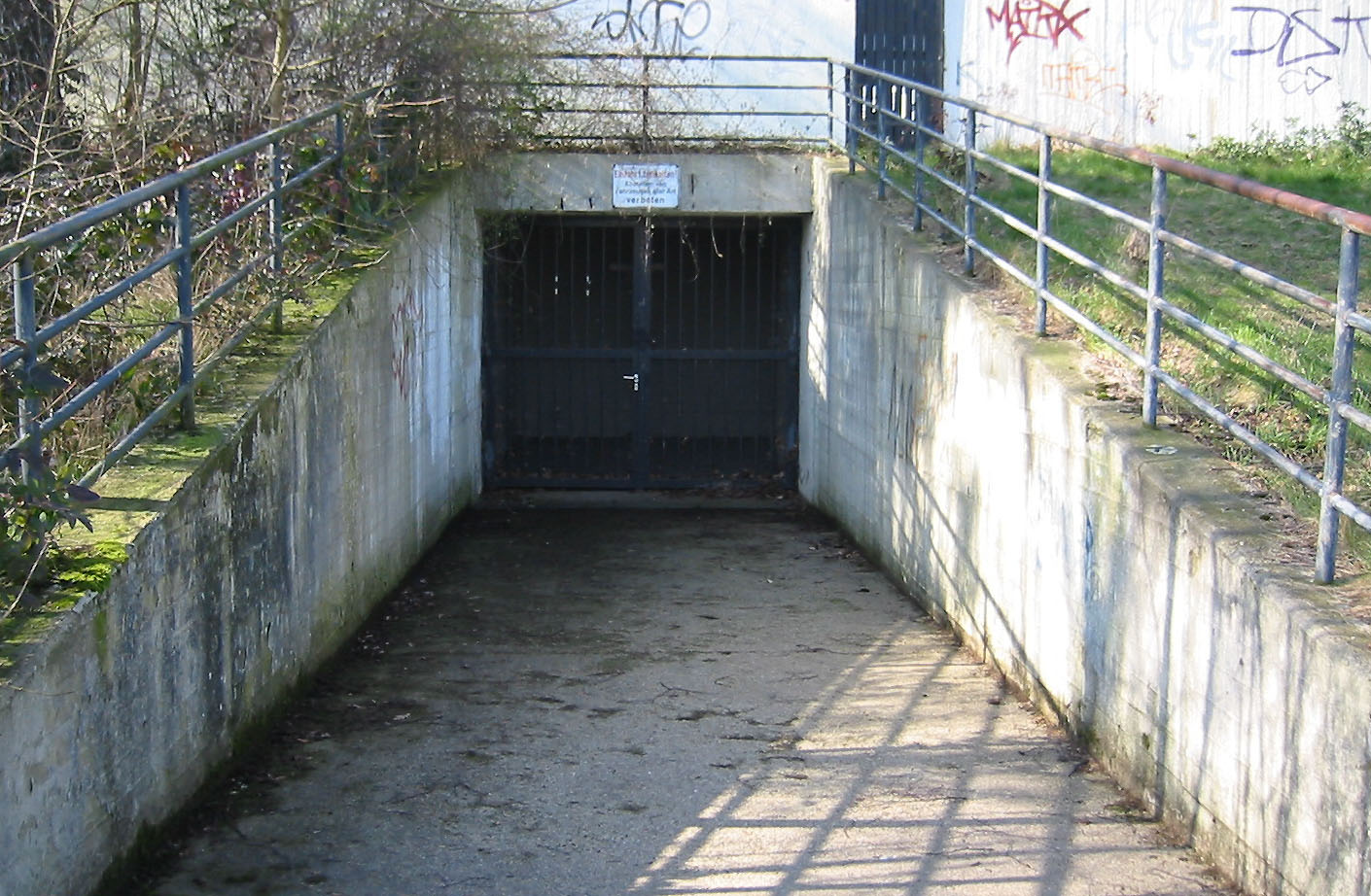
Hintereingang am Sportplatz

Das Hilfskrankenhaus Wedel war ein Bunkerkrankenhaus in Wedel im Kreis Pinneberg, Schleswig-Holstein. Die zwischen 1964 und 1975 errichtete unterirdische Bunkeranlage befindet sich unterhalb des Johann-Rist-Gymnasium, das zeitgleich Am Redder 8 entstand und im Falle einer Notlage zusammen mit der Bunkeranlage ein Notkrankenhaus mit insgesamt 1.700 Patientenbetten gebildet hätte. Es war die größte Einrichtung dieser Art in Deutschland. In den letzten Jahren diente es vorwiegend nur noch als Lagerort.

## Bau und Verwendung
Zusammen mit dem Johann-Rist-Gymnasium wurde zwischen 1964 und 1975 in mehreren Bauabschnitten das Hilfskrankenhaus Wedel mit Mitteln aus dem Bundeshaushalt gebaut. Dazu wurde erst eine unterirdische Bunkeranlage errichtet, auf welcher dann die Schule gebaut wurde. Um vor den Gefahren biologischer und chemischer Kampfstoffe und atomarer Strahlung geschützt zu sein, wurde die Decke des Bunkers 35 cm und die Wände bis zu 50 cm dick aus Stahlbeton gebaut. Die Kosten für den Bau beliefen sich auf 5,6 Millionen D-Mark, die Kosten der Ausstattung auf eine Million D-Mark.
Beide Gebäudeeinheiten zusammen hätten im Ernstfall ein Krankenhaus mit 1.694 Patientenbetten (710 unterirdisch im Bunker und 984 oberirdisch in den Klassenräumen) gebildet. Zusätzlich verfügte der Komplex über 210 Betten für technisches und medizinisches Personal, darunter 16 Ärzte. Der direkt neben dem Hintereingang befindliche Sportplatz hätte als Hubschrauberlandeplatz gedient, Notfall-Patienten wären direkt in der Turnhalle gesichtet worden, um gegebenenfalls im unterirdischen Bunker operiert zu werden. Als zugeordnetes Stammkrankenhaus fungierte zuerst das Allgemeine Krankenhaus Hamburg-Rissen, später dann das Allgemeine Krankenhaus Hamburg-Altona; diese Krankenhäuser hätten auch das medizinische Personal gestellt. Innerhalb von 48 Stunden wäre das Krankenhaus einsatzbereit gewesen. Es war vorgesehen, dass mit dieser Ausstattung und mithilfe von Vorräten das Krankenhaus drei Wochen unabhängig von der Außenwelt in Betrieb gehalten werden konnte. Im Katastrophen- beziehungsweise Verteidigungsfall hätten nicht nur die unterirdischen Räumlichkeiten, sondern auch das Schulgebäude medizinischen Zwecken gedient.
Für seinen eigentlichen Zweck kam das Hilfskrankenhaus nie zum Einsatz, abgesehen von einer Übung im Jahr 1975. Es diente allerdings 1976 als Notunterkunft nach der Januarsturmflut und als Quartier für Besucher des Kirchentages. Ferner wurde es von der Polizei als Übungsgelände für Häuserkampf in verschachtelten unbekannten Objekten genutzt. In den Jahren 1977, 1980 und 1981 wurden in den Räumen Polizisten aus anderen Bundesländern untergebracht, die als Verstärkung für Einsätze zu Demonstrationen am Kernkraftwerk Brokdorf und in der Hamburger Hafenstraße nach Norddeutschland abkommandiert wurden.
Das Hilfskrankenhaus wurde von der Hamburger Gesundheitsbehörde und ab April 1998 von Amt für Katastrophenschutz des Innenministeriums des Landes Schleswig-Holstein verwaltet.
Im Jahr 2014 wurde ein Teil der Anlage von der Grassau Storage & Service UG renoviert und für verschiedene Zwecke, vorrangig jedoch als Lager, eingerichtet. Ein von Grassau initiierter Verein beabsichtigt, ein Museum einzurichten Zwischen September 2015 und April 2017 wurden große Teile des Bunkers als Lagerort für im Zuge der Flüchtlingskrise gespendete Güter aus der Kleiderkammer Messehallen, später Hanseatic Help e. V., verwendet.
2018 wurde ein Dach des Mittelstufen-Schulgebäudes über dem Bunker baufällig, woraufhin der betroffene Bereich geschlossen und 2022 abgerissen wurde. Beim Neubau des Schultraktes sollen die Eingänge zur Bunkeranlage mit einbezogen und erhalten werden.

## Ausstattung

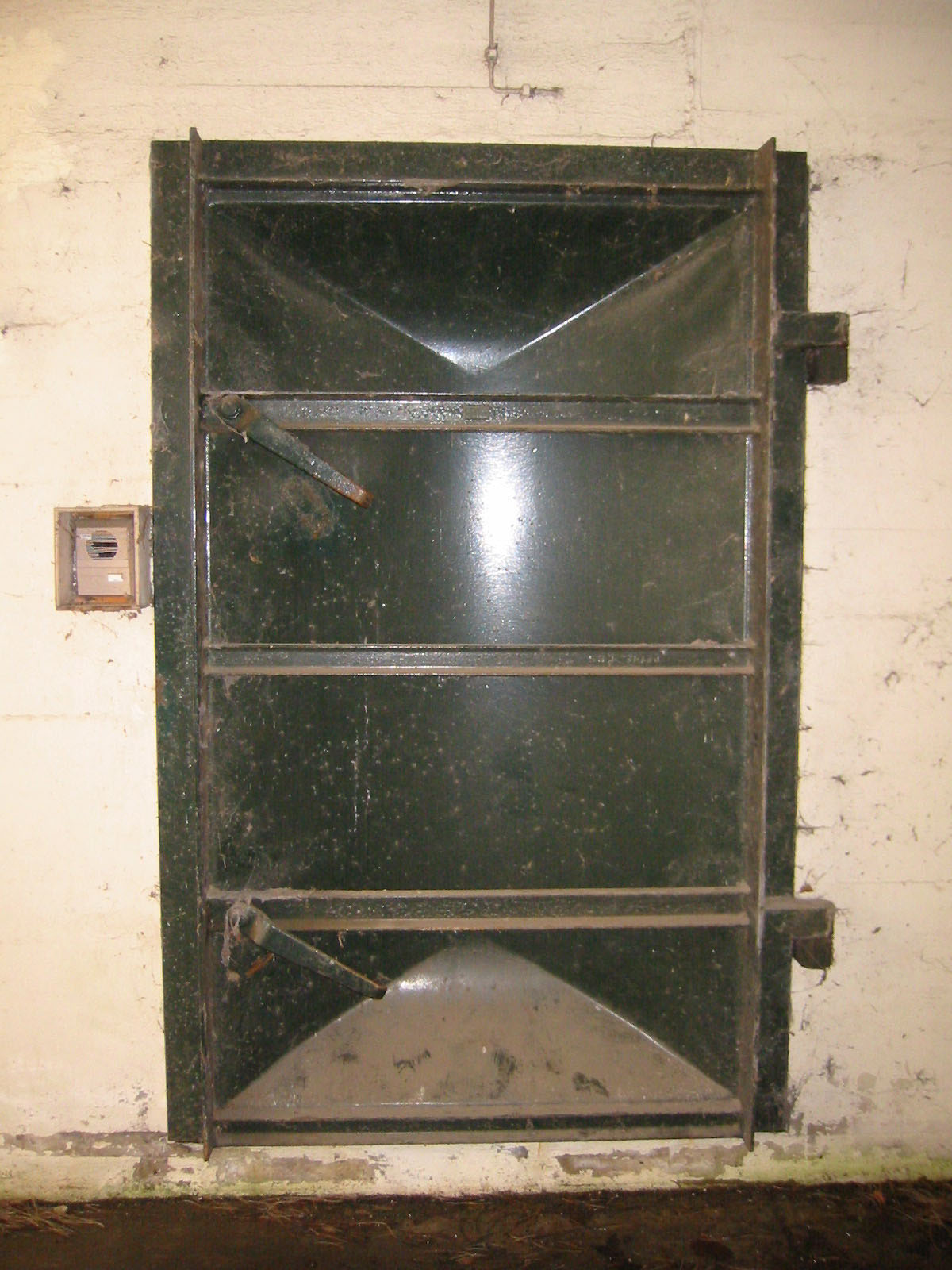
Panzertür in der Mitte der Rampe

- 1.694 Patientenbetten, davon 34 Frischoperierten-Betten
- Notküche für 1.000 Mahlzeiten pro Tag
- 156 Räume
- zwei Brunnen zur Wasserversorgung
- zwei voneinander unabhängige Stromnetze, zwei Notstromdiesel mit je 144 PS Leistung

Zur Zeit der Auflösung der Einrichtung im Jahr 1992 bestand der eingelagerte Materialbestand unter anderem noch aus 2.311 Deckenbezügen, 3.850 Handtüchern, 135 Schlüpfern, 120 Schnabeltassen, 88 Gummischürzen und 6 Säuglingsbadewannen.